# Lümanda-Kulli
Lümanda-Kulli est un village de la commune de Lääne-Saare du comté de Saare en Estonie.
Au 31 décembre 2011, il compte 10 habitants.